# Jungfrun med måsen
Jungfrun med måsen (kroatiska: Djevojka s galebom) är en skulptur i Opatija i Kroatien. Den är en av kurortens främsta symboler och en av dess sevärdheter. Skulpturen föreställer en jungfru med en mås i handen och är ett verk från år 1956 av skulptören Zvonko Car. Den är belägen vid strandpromenaden Lungomare och står på en udde som skjuter ut i havet vid Sankt Jakobs park och Juraj Šporers konstpaviljong.

## Historik och beskrivning
Bronsskulpturen Jungfrun med måsen placerades på nuvarande plats år 1956 och ersatte då skulpturen Madonna del Mare som sedan år 1893 stått på samma plats. Den föreställer en ung jungfru som står med ryggen mot fastlandet och tittar mot havet. I sin hand har hon en mås. 
På skulptören Cars önskan var det länge okänt vem som hade stått modell för skulpturen. År 2008 berättade dock den då 86-åriga Jelena Jendrašić (1921–2015) från Crikvenica, Cars tidigare granne och goda vän, att hon år 1952 stått modell. Car hade enligt Jendrašić uppmanat henne att inte berätta att hon poserat, utan låta dem som vill att gissa vem som stått modell.  
Sedan tillkomsten har skulpturen utsatts för vandalism vid två tillfällen. Den 16 augusti 2005 greps tre (varav två minderåriga) nederländska medborgare för att under natten i berusat tillstånd ha slitit bort statyns mås och kastat den i parken vid Hotel Opatija flera hundra meter från platsen. Den 8 september 2008 utsattes skulpturen återigen för vandalism och även denna gång slets måsen bort från jungfrun. Förövaren/förövarna hittades aldrig.